# Xanthopimpla varimaculata
Xanthopimpla varimaculata är en stekelart som beskrevs av Cameron 1907. Xanthopimpla varimaculata ingår i släktet Xanthopimpla och familjen brokparasitsteklar. Inga underarter finns listade i Catalogue of Life.